# 43-as főút
43-as főút (ungarisch für ‚Hauptstraße 43‘) ist eine ungarische Hauptstraße. Parallel zu der Straße verläuft weiter im Norden die Autobahn Autópálya M43, die seit 2015 bis zur rumänischen Grenze in Betrieb ist.

## Verlauf
Die Straße, die zugleich einen Teil der Europastraße 68 bildet, beginnt an der 5-ös főút (Hauptstraße 5) in Szeged, verläuft von dort nach Osten, quert die Stadt Makó und erreicht in Nagylak die ungarisch-rumänische Grenze. In Rumänien setzt sie sich als Drum național 7 (Europastraße 68) nach Arad fort.
Die Gesamtlänge der Straße beträgt 55 Kilometer.